# Need for Speed: Shift
Need for Speed: Shift és el tretzè lliurament de la sèrie de videojocs de carreres Need for Speed desenvolupat per Slightly Mad Studios i publicat per Electronic Arts. Va ser anunciat al gener al costat d'altres dos videojocs: Need for Speed: Nitre i Need for Speed: World. Se centra menys en l'estil arcade d'edicions anteriors, i dona més prioritat a la simulació. Ha estat descrit com un videojoc de curses fet per a pilots.
Amb una arribada a les tendes europees el 17 de setembre, aquest nou capítol de la sèrie s'enfoca en les carreres, i compta amb una conducció realista i danys en temps real. Gràcies a l'èxit comercial de Shift, EA va adquirir els drets per desenvolupar una seqüela anomenada, Shift 2: Unleashed. El joc va ser llançat al març de 2011.

## Jugabilitat
Tal com el seu predecessor NFS ProStreet, Shift torna amb la manera carreres de simulació. Encara que els dos jocs són similars, el maneig de Shift és molt més realista i no conté una història. En iniciar la manera carrera, el jugador ha de fer un maneig de proves per decidir la configuració del cotxe. Una vegada completat, al jugador se li dona la benvinguda al NFS World Tour, i haurà de competir en les carreres per no solament guanyar-les i desbloquejar-les, sinó també obtenir estels que et permetin comprar altres automòbils.
Sent un simulador en el seu temps va ser comparat amb el joc estavella de Sony, Gran Turismo en el seu recent lliurament, tenint una mica més de flexibilitat i personalització que en el joc ofert per Sony qui si bé ofereix serietat no ofereix personalització a l'estil tuning en cap dels seus lliuraments limitant-se solament a crear actuacions de competència tant de circuit com de ral·li

## Automòbils
Els automòbils estan en ubicació seqüencial del joc
| Cotxe                         | Preu                                                           |
| ----------------------------- | -------------------------------------------------------------- |
| Volkswagen Golf GTi           | $23.000                                                        |
| Mazda RX-8                    | $27.000                                                        |
| Mitsubishi Lancer Evolution   | $55.000                                                        |
| Subaru Impreza WRX STi        | $65.000                                                        |
| Nissan 370Z (Z34)             | $55.000                                                        |
| Nissan Skyline GT-R (R34)     | $70.000                                                        |
| Porsche Cayman S              | $110.000                                                       |
| Dodge Challenger Concept      | $52.000                                                        |
| Ford Shelby GT500             | $90.000                                                        |
| Audi R8                       | $135.000                                                       |
| Mercedes-Benz SL65 AMG        | $140.000                                                       |
| Ford GT                       | $220.000                                                       |
| Chevrolet Corvette ZO6        | $210.000                                                       |
| Porsche 911 GT2               | $250.000                                                       |
| Lamborghini Gallardo          | 220.000                                                        |
| Lamborghini Ratapinyada LP650 | $300.000                                                       |
| Pagani Zonda F                | $900.000                                                       |
| Aston Martin DBR9             | Completar 4-3 Duel en Gira Mundial per guanyar aquest cotxe    |
| Maserati MC12 GT1             | Aconseguir nivell 20 per guanyar aquest cotxe                  |
| BMW M3 GT2                    | Completar 4-7 Circuit en Gira Mundial per guanyar aquest cotxe |

Es divideixen en cinc nivells.
- Nivell 1: automòbils de nivell mitjà.
- Nivell 2: automòbils d'alt rendiment.
- Nivell 3: automòbils de luxe.
- Nivell 4: els super actuacions, coneguts com els Hypercars.

## Carreras
Existeixen 19 curses en total, incloent els que existeixen realment com: Mazda Raceway Laguna Seca, Silverstone, Brands Hatch, Road America, entre altres coneguts. Algunes d'aquestes carreres també van aparèixer en altres videojocs de curses, especialment Gran Turismo.
Circuit: Una cursa de circuit és un territori de carrera tancat de tres voltes. Cal concentrar-se i guanyar.
Sprint: Una carrera de sprint és la unió d'un punt A amb o punt B on pot passar de tot, conèixer la carrera t'ajudés a guanyar.
Duel: Competeixes tu amb el cotxe més prestigiós de cada nivell. És un circuit de dues voltes, tu solament accelera i queda't en el primer lloc.
Cronometrada: Corres contra el rellotge. Per guanyar has d'estar entre els tres millors temps de cada carrera. Solament el teu millor temps d'una de les tres tornades val.
Eliminació: El que queda últim en tres voltes és eliminat. Concentra't a guanyar
Drift: La carrera més difícil per als telèfons mòbils. Has d'aconseguir la màxima puntuació per guanyar (consell per a mòbil: Quan es derrapa en una corba per exemple a la dreta i vols que el cotxe tiri cap a l'esquerra has de girar a poc a poc el cotxe cap a l'esquerra o al sentit contrari (Dreta) això ajuda a guanyar més punts de drift).
Cara a Cara: Una curta carrera de sprint. Similar al duel però amb un toc diferent. Corres tu i un altre oponent amb cotxes del mateix fabricador i totes les prestacions. Per guanyar més punts has de guanyar amb 5:00 segons de diferència com a mínim sobre el teu oponent. En cas contrari, pots intentar guanyar simplement la carrera, ja que és massa curta

## Recepció i crítica
Need for Speed Shift va rebre crítiques i puntuacions molt favorables. Metacritic li va atorgar una puntuació de 83% per a les consola Xbox 360, PC i 84% per a la versió de PlayStation 3. Game Rànquings també va donar punts favorables: 82% per Xbox 360, PC i 83% per a PS3.